# Trapets (film)
Trapets (engelska: Trapeze) är en amerikansk långfilm från 1956 i regi av Carol Reed, med Burt Lancaster, Tony Curtis, Gina Lollobrigida och Katy Jurado i rollerna.

## Rollista
| Burt Lancaster    | – Mike Ribble         |
| Tony Curtis       | – Tino Orsini         |
| Gina Lollobrigida | – Lola                |
| Katy Jurado       | – Rosa                |
| Thomas Gomez      | – Bouglione           |
| Johnny Puleo      | – Max (dvärg)         |
| Minor Watson      | – John Ringling North |